# Suliman Zakaria
Suliman Zakaria Abakar (ur. 1 stycznia 1995) – sudański piłkarz grający na pozycji defensywnego pomocnika. Jest zawodnikiem klubu Hay Al-Arab SC.

## Kariera klubowa
Zakaria jest zawodnikiem klubu Hay Al-Arab SC.

## Kariera reprezentacyjna
W 2022 roku Zakaria został powołany do reprezentacji Sudanu na Puchar Narodów Afryki 2021. Na tym turnieju nie rozegrał żadnego meczu.